# Отношения Папуа — Новой Гвинеи и Филиппин
Отношения Папуа — Новой Гвинеи и Филиппин — двусторонние дипломатические отношения между Папуа — Новой Гвинеей и Филиппинами, которые были установлены в 1975 году вскоре после обретения независимости Папуа — Новой Гвинеей от Австралии.

## История
19 августа 1974 года Филиппины открыли генеральное консульство в Порт-Морсби. 16 сентября 1975 года Филиппины открыли там посольство, став одной из первых стран официально оформивших дипломатические отношения с Папуа — Новой Гвинеей.

## Экономические отношения
В марте 2009 года Филиппины и Папуа — Новая Гвинея заключили Меморандум о взаимопонимании, который усилил сотрудничество между двумя странами в области рыболовства. Меморандум начал способствовать передаче технологий в развитии аквакультуры, судостроительных предприятий, инвестиций, технической подготовки, а также совместных научно-исследовательских и стратегических планов каждой страны в Коралловом треугольнике (водах между Филиппинами, Индонезией и островами Тихого океана). Торговля рыбой составляет значительный процент в росте торговли между Филиппинами и Папуа — Новой Гвинеей. В марте 2012 года филиппинское Бюро рыболовства и водных ресурсов (BFAR) начало переговоры с должностными лицами Папуа — Новой Гвинеи по вопросам торговли между странами. В соответствии с подписанным соглашением, Папуа — Новая Гвинея предоставила права на ловлю рыбы в своих водах для филиппинских рыбаков в обмен на сельскохозяйственные товары и рис. В 2015 году в Папуа — Новой Гвинее проживало около 30000 филиппинцев.

## Политические отношения
В 2009 году Папуа — Новая Гвинея поблагодарила Филиппины за поддержку её заявки на вступление в Ассоциацию государств Юго-Восточной Азии.